# Malita
Malita es un municipio filipino de primera categoría, situado en la parte sudeste de la isla de Mindanao. Forma parte de la provincia de Dávao del Sur situada en la región administrativa de Dávao. Para las elecciones está encuadrado en el Segundo Distrito Electoral.

## Barrios
El municipio de Malita se divide, a los efectos administrativos, en 30 barangayes o barrios, conforme a la siguiente relación:
| - Bito - Bolila - Buhangin - Culaman - Datu Danwata - Demoloc | - Felis - Fishing Village - Kibalatong - Kidalapong - Kilalag - Kinangan | - Lacaron - Lagumit - Lais - Little Baguio - Macol - Mana | - Manuel Peralta - New Argao - Pangian - Pinalpalan - Población - Sangay | - Talogoy - Tical - Ticulon - Tingolo - Tubalan - Pangaleon |

## Historia
El actual territorio de la provincia de Dávao del Sur fue parte de la provincia de Caraga durante la mayor parte del Imperio español en Asia y Oceanía (1520-1898). A principios del siglo XX la isla de Mindanao se hallaba dividida en siete distritos o provincias.
El Distrito 4º de Dávao, llamado hasta 1858  provincia de Nueva Guipúzcoa, tenía por capital el pueblo de Dávao e incluía la  Comandancia de Mati. Malita existió como un barrio mucho antes de la llegada de los estadounidenses a Dávao.
Durante la ocupación estadounidense de Filipinas Malita fue uno de los 15 municipios y distritos municipales que formaban la provincia de Dávao. Ya figuraba como parte de la provincia del Moro.
Malita es el segundo municipio más antiguo de la provincia, tras el de Santa Cruz. Su creación como tal data del  17 de noviembre de 1936.
El 16 de junio de 1955 los barrios de Basiaguánn y de Kibulán, así como los sitios de Kimatay y Kilalag pasan a depender del municipio de Malalag.
En 1967, la provincia de Dávao se divide en tres provincias: Dávao del Norte, Dávao del Sur y Dávao Oriental.

### Etimología
Según la etimología popular, su nombre deriva de la palabra española maleta. Don Mariano Peralta, un veterano de la Guerra Española-Americana,   se aventuró en el lugar estableciéndose en la vasta y fértil llanura de este término. Un día, mientras vadeba el río, su maleta fue arrastrada por la fuerza de la corriente. Sus gritos desesperados de ¡Maleta, maleta! atrajeron la atención de los nativos, quienes pensaron que esta palabra se refería a la tierra donde tenía la intención de instalarse. El uso frecuente de esta palabra por los indios transforma el sonido [e] por el de  [i].